# Zacimba Gaba
Pour les articles homonymes, voir GABA.
Zacimba Gaba (Cabinda, XVIIe siècle) était une princesse de la nation Cabinda, en Angola, qui fut faite esclave puis transportées au Brésil en 1690, dans une ferme d'Espírito Santo. Zacimba a subi une série de punitions et de violences de la part du propriétaire de la ferme, qu'elle empoisonne avec une « poudre à domestiquer le maître » (pó de amansar sinhô) avant de fuir et de fonder un quilombo sur les rives du ruisseau Doce,. Elle consacra une grande partie de son temps à construire des pirogues et à organiser des attaques nocturnes dans le port près du village de São Mateus, libérant ainsi les futurs esclaves nouvellement arrivés d'Afrique.

## Biographie
Zacimba, princesse guerrière de la nation Cabinda, fut kidnappée puis emmenée port d'Aldeia de São Mateus, au nord d'Espírito Santo, vers 1690. À son arrivée, elle fut vendue comme esclave au fermier portugais José Trancoso. Remarquant qu'elle était traitée différemment par les autres esclaves, ses maîtres comprennent rapidement qu'elle est une princesse et décident de l'humilier par le viol et la torture, l'interdisant de sortir de la maison. Avec l'aide des autres esclaves, Zacimba empoisonne lentement son maître en le nourrissant d'une poudre préparée à partir de la tête moulue d'un jararaca, la « poudre à domestiquer le maître » (pó de amansar sinhô). Lorsque José Trancoso meurt empoisonné, la princesse ordonne l'invasion de la Casa Grande par les esclaves piégés dans les quartiers des esclaves. Tous les bourreaux ont été tués, mais la famille du Portugais a été épargnée. Avant de fuir, Zacimba a conduit son peuple à travers la ferme, faisant la guerre aux surveillants.
Après avoir réussi à s'échapper, elle créé son propre quilombo sur les rives du ruisseau Doce, proche du village actuel de Vila de Itaúnas,. Ce quilombo est le premier connu dans la région de Sapê do Norte, où se sont développées plusieurs communautés quilombolas, composées pour la plupart d'anciens esclaves luttant pour la possession définitive de leurs terres. Depuis son quilombo, Zacimba Gaba construit des petites embarcations pour attaquer, la nuit, les navires négriers qui débarquaient dans le port de São Mateus et libérer les futurs esclaves qui s'y trouvent,. Après au moins une décennie de lutte, elle meurt lors d'un de ces affrontements.